# Schleswig-Holstein-Sonderburg-Norburg

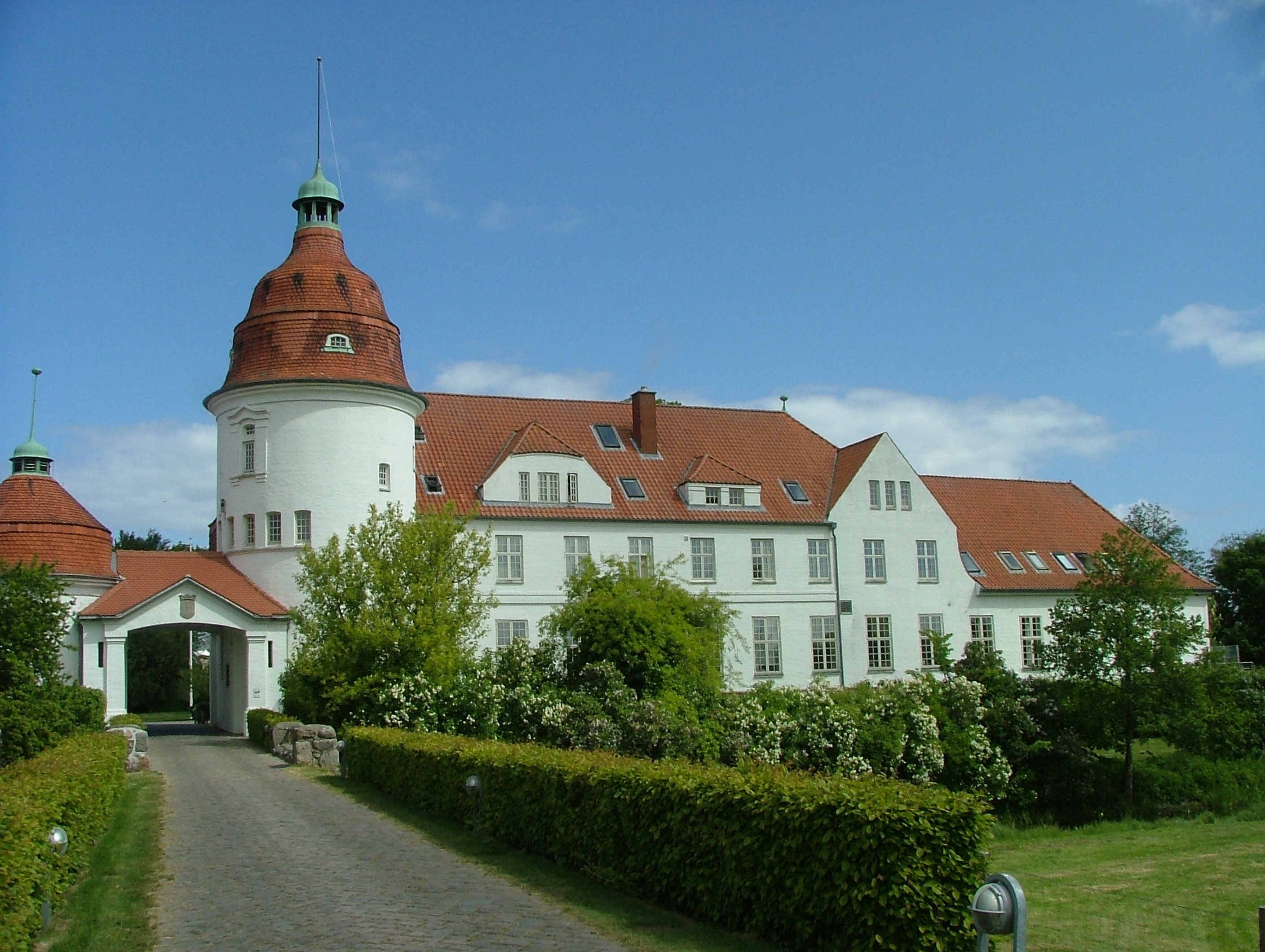
El Castillo de Nordborg en Alsen dio su nombre a la línea de Schleswig-Holstein-Sonderburg-Norburg.

El ducado de Schleswig-Holstein-Sonderburg-Norburg emergió como una línea colateral de la Casa de Schleswig-Holstein-Sonderburg. La región de Norburg (también: Nordborg o Nordburg) se halla en la isla de Als.

## Historia
Alrededor del año 1580 el hermano menor del rey danés, Juan adquirió la isla. Cuando murió en 1622, el territorio fue dividido entre sus hijos; al igual que su padre fueron llamados Abgeteilte Herren, cuyos estatus no estaban relacionados con sus dominios. Así la parte septentrional de Alsen inicialmente pasó a manos de Juan Adolfo, con lo que se convirtió en el primer Duque de Schleswig-Holstein-Sonderburg-Norburg. Después de su temprana muerte la región pasó a su hermano Federico. En la Segunda Guerra del Norte el territorio fue devastado y el castillo arrasado. En 1669 el Estado fue a la bancarrota y el rey danés tomó el control.
En 1679 el territorio de Norburg pasó a la línea de Schleswig-Holstein-Sonderburg-Plön y fue dado como herencia a Augusto de Schleswig-Holstein-Plön-Norburg, el segundo hijo del Duque de Plön, Joaquín Ernesto. Debido a que la línea de Plön no tenía herederos a principios del siglo XVIII, el primer hijo del Duque Augusto, Joaquín Federico, fue nombrado nuevo Duque de ambos dominios —Plön y Norburg. Después de la muerte del Duque Joaquín Federico, Federico Carlos, el hijo de su difunto hermano, Cristián Carlos, —quien venía de un matrimonio morganático— fue nombrado en 1722 como el nuevo Duque de Plön y Norburg. No pudo asumir el Ducado de Plön hasta 1729 debido a una disputa de herencia con la línea de Schleswig-Holstein-Sonderburg-Plön-Rethwisch. Formalmente el último Duque de Norburg, abandonó después la finca en favor del rey danés, quien a cambio, asumió todas sus deudas. Con ello llegó finalmente a su fin la línea de Norburg.

## Lista de Duques de Schleswig-Holstein-Sonderburg-Norburg
| Reinado                                                                  | Nombre                       | Observaciones |
| ------------------------------------------------------------------------ | ---------------------------- | --- |
| 1622-1624                                                                | Juan Adolfo (1576-1624)      | Primer duque, murió sin herederos. |
| 1624-1658                                                                | Federico (1581-1658)         | Hermano de Juan Adolfo. |
| 1658-1669                                                                | Juan Bogeslao (1629-1679)    | Depuesto en 1669 cuando el estado alcanzó la bancarrota, murió sin herederos.                                                                                       |
| Bancarrota del estado y transferido a Schleswig-Holstein-Sonderburg-Plön |                              | |
| 1679-1699                                                                | Augusto (1635-1699)          | Hijo del Duque de Plön, Joaquín Ernesto, padre de Joaquín Federico.                                                                                                 |
| 1699-1722                                                                | Joaquín Federico (1668-1722) | Heredó Plön también en 1706, cuando las líneas se fusionaron de nuevo. Murió sin descendiente varón.                                                                |
| 1722-1729                                                                | Federico Carlos (1706-1761)  | No se convirtió en Duque de Plön hasta después de la disputa con la línea de Rethwisch, pero entregó Norburg al rey danés a cambio de que este asumiera sus deudas. |